# Gotický román
Gotický román je literární žánr, resp. subžánr románu, který se objevuje od druhé poloviny 18. století; je typický pro období preromantismu a romantismu. Jedná se o předchůdce moderního hororu. Gotický román je typický zvláště pro Anglii, jakkoli se vyskytuje i v jiných národních literaturách.
Prvním gotickým románem vůbec byl The Castle of Otranto (česky Otrantský zámek) anglického spisovatele Horace Walpoleho, vydaný v roce 1764, který se stal hned po svém vydání nesmírně populárním a jehož sláva přetrvala až do začátku 19. století. Otrantský zámek je hororový příběh odehrávající se v dobách křižáckých válek, který se stal prototypem pro své následovníky. Masová záliba v četbě hororových románů inspirovaných rytířskými příběhy přispěla k vytvoření komplexního a svébytného uměleckého stylu – romantismu.
Stejně jako Otrantský zámek se řada gotických románů inspirovala ve středověkých legendách a pověstech a často kombinovala rokokovou lehkovážnost a osvícenskou představu o středověku se snahou vyvolat ve čtenáři líčením strašidelného příběhu strach. Typickými atributy gotického románu jsou děs, tajemno, nadpřirozené jevy (duchové, strašidla, kouzla), kletby, šílenství, láska nevinné dívky a udatného rytíře, zřícené gotické hrady a kláštery a jiné funerální a sakrální stavby - právě díky zálibě v gotických kulisách získal žánr svůj název. V době svého vzniku byl Otrantský zámek ojedinělým a originálním zjevem mezi sentimentální romány v dopisech a klasicistní poezií. Díky své popularitě byl však následován dlouhou řadou dalších děl, jejichž literární úroveň byla stále nižší a pro která se používá také název černý román.
V české literatuře gotický román nalezneme zejména v dekadentní epoše v díle J. Karáska ze Lvovic (tzv. Romány tří mágů: Román Manfreda Macmillena, 1907, Scarabaeus, 1908, Ganymedes, 1925), oceňován je Nezvalův román Valérie a týden divů. Jasné rysy gotického románu však nese již dílo K. H. Máchy (zvl. Pouť krkonošská) a díla pozdních romantiků (J. J. Kolár a jeho Pekla zplozenci) či některá díla J. Zeyera.
V rámci nakladatelství Odeon existovala v 70. letech 20. století edice Anglický gotický román, v níž vyšlo několik překladů textových zástupců daného žánru.
Na gotický román navázala ve Francii ve 20. a 30. letech 19. století tzv. frenetická literatura.

## Seznam nejznámějších gotických románů
- Horace Walpole: The Castle of Otranto (1764, Otrantský zámek),
- Clara Reevová: The Old English Baron (1777, Starý anglický baron),
- William Thomas Beckford: Vathek (1786, Vathek),
- Ann Radcliffová: A Sicilian Romance (1790, Sicilský román),
- Ann Radcliffová: The Mysteries of Udolpho (1794, Záhady Udolfa),
- William Godwin: Caleb Williams (1794),
- Matthew Gregory Lewis: The Monk (1796, Mnich),
- Ann Radcliffová: The Italian (1797, Ital),
- William Godwin: St. Leon (1799),
- Regina Maria Roche: The Children of the Abbey (1800, Děti opatství),
- Mary Shelleyová: Frankenstein (1818, Frankenstein),
- John William Polidori: The Vampyre (1819, Vampýr),
- Charles Robert Maturin: Melmoth the Wanderer (1820, Poutník Melmoth),